# Illmatic
Albums de Nas
It Was Written
(1996)
Singles
1. Halftime
Sortie : 13 octobre 1992
2. It Ain't Hard to Tell
Sortie : 18 janvier 1994
3. Life's a Bitch
Sortie : 19 avril 1994
4. The World Is Yours
Sortie : 31 mai 1994
5. One Love
Sortie : 25 octobre 1994

Illmatic est le premier album studio du rappeur américain Nas, sorti le 19 avril 1994 sur le label Columbia.
Produit par Large Professor (de Main Source), Pete Rock (de Pete Rock & CL Smooth), Q-Tip (de A Tribe Called Quest) et DJ Premier (de Gang Starr), et avec une apparition du rappeur AZ, Illmatic est immédiatement considéré par les critiques comme un chef-d'œuvre, et est aujourd'hui l'un des albums qui a marqué le plus l'histoire du hip-hop. La sortie d'Illmatic redéfinit le milieu musical du Rap East Coast dans le milieu des années 1990, aboutissant à un renouveau dans le lyricisme et à la renaissance de la scène rap de Queensbridge, qui avait été latente après une période d'importance dans les années 1980. Lors de sa sortie, Illmatic attire une attention considérable sur la communauté hip-hop et cause une sensation immédiate dans le milieu du hip-hop underground. Cependant, les ventes initiales de l'album ne sont pas à la hauteur des espérances. À long terme, Illmatic se vend toutefois à plus de deux millions d'exemplaires aux États-Unis, et sera certifié double disque de platine par la Recording Industry Association of America (RIAA) le 28 janvier 2019.
Columbia édite une édition commémorative remastérisée de Illmatic pour les dix ans de l'album en 2004, contenant un disque bonus composé de quatre remixes et de deux morceaux inédits. 10 ans plus tard, sort IllmaticXX, pour les 20 ans de l'album, avec un disque bonus.

## Contexte

### Conception
Les origines de Illmatic sont dues aux liens entre Nas et Large Professor. À 15 ans, Nas rencontre ce producteur de Queensbridge, alors âgé de 17 ans, et est présenté à Main Source, groupe de rap auquel appartient Large Professor. Nas fait ses premiers enregistrements avec Main Source, en effet il enregistre un couplet de Live At The Barbeque, extrait du LP de Main Source intitulé Breaking Atoms. Nas fait ses débuts en solo en 1992 sur le single Halftime, issu de la bande originale du film Zebrahead de MC Serch. Le single provoque un buzz autour de Nas, et renforce les comparaisons entre lui et Rakim, l'un des rappeurs les plus influents durant l'âge d'or du hip-hop.
En dépit du buzz substantiel que cette collaboration génère pour Nas dans la scène underground, le rappeur lutte pour obtenir un contrat d'enregistrement. Il est rejeté par les majors du rap telles Cold Chillin' Records et Def Jam. En même temps, le groupe 3rd Bass se sépare, et MC Serch, un des membres du groupe, commence à travailler sur un projet solo. Courant 1992, Nas est approché par ce dernier. Après une suggestion du producteur T-Ray, les deux artistes collaborent sur Back to the Grill, le single principal du premier album solo de Serch, intitulé Return of the Product. Durant l'enregistrement de cette chanson, Serch découvre que Nas n'avait pas de contrat d'enregistrement. Aussitôt, il contacte Faith Newman, chercheuse de talents pour Sony Music Entertainment. Serch raconta plus tard :
« Nas était dans une position dans laquelle sa démo ne perçait pas, Live at the BBQ était déjà un classique, et il essayait juste de trouver un contrat correct. Et je pense que Nas ne savait pas en qui croire, on aurait dit que personne ne lui avait montré les ficelles. Alors quand il me donna sa démo, je me mis à la montrer un peu partout. Je la montrai d'abord à Russell, mais il trouva que ça ressemblait trop à G Rap et il n'en voulut pas. Alors je la montrai à Faith. Elle l'adorait, elle dit même qu'elle aurait cherché Nas pendant un an et demi. Ils ne voulaient pas me laisser partir du bureau sans un contrat sur la table. »

### Sessions d'enregistrement
Une fois que Serch assuma le rôle de producteur exécutif du prochain album de Nas, il essaya de connecter ce dernier avec différents producteurs. Basés sur ce qu'ils avaient déjà entendu, de nombreux producteurs de New York furent impatients de travailler avec lui, et finalement entrèrent dans les Power House Studios avec Nas. Parmi eux, il y avait DJ Premier :
« Quiconque connaît vraiment le hip-hop se rappellera toujours de Live at the BBQ. Le simple fait d'écouter son flow sur cet enregistrement me faisait savoir qu'il était destiné à être là pour un long moment. Quand j'ai écouté Halftime, j'ai trouvé que c'était trop de la balle… À partir de ça, après que Serch m'approcha pour faire quelques morceaux, ce fut automatique. Ça aurait été stupide de rater ça, même si ça ne rapportait pas beaucoup d'argent… Plusieurs fois quand je lui donnais des morceaux, il me rappelait le lendemain et disait :  « Yo, je ne veux pas de ça. » Mais ça ne m'inquiétais pas, et je lui répondais : « Je veux que tu sois heureux, c'est ton enregistrement. » Il y eut plusieurs fois où il appréciait un morceau, et il semblait encore qu'il pensait : « Naa, je veux changer ça. » Alors je reprenais mon travail et le modifiais, c'est comme ça qu'arriva Represent. »
Serch remarque plus tard l'alchimie entre Nas et DJ Premier, racontant « Primo et Nas, ils ont dû être séparés à la naissance. Ce n'est pas comme si ses beats [de DJ Premier] complétaient ses rimes [de Nas], ils se complétaient mutuellement ». Pendant que Serch contactait DJ Premier, Large Professor se rapproche de Pete Rock pour qu'il collabore avec Nas sur une chanson qui sera finalement intitulée The World Is Yours. Peu de temps après, les producteurs new-yorkais Q-Tip et L.E.S. gagnent eux aussi l'occasion de travailler avec Nas. Le père de Nas, Olu Dara, contribue également à l'album. Son solo de trompette et la voix d'AZ sont présents sur Life's a Bitch. Durant l'enregistrement, les espoirs sur Illmatic étaient importants, comme le montre une citation d'AZ :
« Je suis arrivé sur l'album de Nas et j'ai fait la chanson Life's a Bitch, mais même alors je pensais que j'étais terrible dessus, pour être honnête. Mais une fois que les gens commencèrent à écouter et à apprécier, je pris confiance en moi. Je pensais : “OK, je peux probablement le faire.” Cet enregistrement était tout pour moi. Le fait d'être le seul invité sur Illmatic alors que Nas était considéré comme l'une des personnes les plus importantes de New York, l'un des nouveaux artistes les plus frais, c'était énorme. »

## Musique

### Contenu
Une partie des raisons des éloges faites à Illmatic est la manière dont sont traités différent sujets comme les rivalités entre gangs, le désespoir, ou encore les ravages de la pauvreté urbaine.
L'introduction, The Genesis, commence avec un sample audio de Wild Style (1982), le premier film majeur sur le hip-hop. Nas fait une autre allusion à Wild Style, en tournant la vidéo de son single It Ain't Hard to Tell sur le même lieu que la scène finale du film. Toujours dans The Genesis, l'apparition remarquée de Nas sur Live at the Barbeque est jouée dans le fond. Sur One Love, Nas adopte le rôle de l'homme écrivant une série de lettres passionnées à un ami en prison, racontant plusieurs connaissances mutuelles et les événements qui se sont produits depuis l'emprisonnement du receveur. Dans N.Y. State of Mind, Nas raconte sa participation dans les violences entre gangs, et philosophe « Life is parralel to Hell, but I must maintain » (« La vie est parallèle à l'enfer, mais je dois survivre »). Dans les autres chansons, Nas célèbre la réussite et les plaisirs de la vie, reconnaissant la violence comme une caractéristique de ces conditions socio-économiques plutôt que le principal intérêt de son existence. Par exemple, dans Life's a Bitch, Nas, se réveillant, se réjouit de la vie :
« I woke up early on my born day, I'm twenty years of blessin

The essence of adolescence leaves my body now I'm fresh and

My physical frame is celebrated cause I made it

One quarter through life some God-ly like thing created »

### Lyricisme
En plus de puissantes narrations, Illmatic est également acclamé pour son contenu lyrique. Ainsi, Marc L. Hill de PopMatters écrit : « Ses schémas de rimes complexes, ses jeux de mots habiles et son vocabulaire impressionnant emmenèrent l'art [de rapper] à des hauteurs sans précédent. Basé sur les travaux des pionniers Kool G Rap, Big Daddy Kane, et Rakim, les morceaux comme Halftime et le laid back One Time 4 Your Mind démontrent un [haut] niveau de précision technique et de dextérité rhétorique… ». Hill cite Memory Lane comme un exemple du « lyricisme parfait » de Nas :
« I rap for listeners, blunt heads, fly ladies and prisoners

Henessey holders and old school niggas, then I be dissin a

Unofficial that smoke woolie thai

I dropped out of Cooley High, gassed up by a cokehead cutie pie

Jungle survivor, fuck who's the liver

My man put the battery in my back, a difference from Energizer
Sentence begins indented, with formality

My duration's infinite, money-wise or physiology

Poetry, that's a part of me, retardedly bop

I drop the anciently manifested hip-hop, straight off the block

I reminisce on park jams, my man was shot for his sheep coat

Childhood blessing make me see him drop in my weed smoke »

### Production
Illmatic est aussi complimenté pour ses productions. D'après les critiques, les quatre producteurs majeurs de l'album (Large Professor, DJ Premier, Pete Rock et Q-Tip) ont considérablement contribué à la cohésion de l'album, tout en gardant chacun leur propre style et leur propre signature. Q magazine note que : « les fonds musicaux [d'Illmatic] sont des lames de rasoir ; des beats durs mais des refrains et des boucles mélodiques, l'arrière-plan atmosphérique des pianos, les cordes ou les trompettes sourdes, et les samples… un puissant plaisir ». Ayant beaucoup d'estime pour les productions de l'album, un chroniqueur écrivit : « La production, accentuée par des boucles, des samples vocaux, et des synthétiseurs dans le fond, place votre esprit dans une joyeuse, évoquante atmosphère... Une des raisons les plus importantes de cette qualité phénoménale… peut être attribuée à… d'accomplis et logiquement d'excellents producteurs de musique ».

## Réception

### Reconnaissance des critiques
Malgré quelques critiques pour sa brièveté (seulement neuf chansons et une intro ; inhabituel pour un album de hip-hop), la réaction générale pour Illmatic est immensément positive. Les publications de The Source ou encore NME l'ont depuis reconnu comme l'un des albums de rap les plus importants des années 1990. L'album possède la particularité d'être l'un des seuls albums rap à être inclus dans la liste des 500 meilleurs albums de tous les temps du magazine Rolling Stone. Il est l'un des seize albums de rap inclus dans la Best Albums of the 90s Redux List de Pitchfork et est l'un des trente-trois albums rap/R&B de la liste Essential Recordings of the 90s de Rolling Stone. Illmatic est classé 5e dans The Critics Top 100 Black Music Albums of All Time et 3e dans le Top 100 Readers Poll de Hip-Hop Connection Magazine. De plus, Illmatic est le deuxième album de rap le mieux noté dans le All-Time Top 500 Albums de Rate Your Music après To Pimp a Butterfly de Kendrick Lamar. Illmatic est également classé 4e dans le Top 10 Rap Albums de Vibe, et 2e dans la liste The Greatest Hip Hop Albums of All Time de MTV.
Illmatic est l'un des rares albums ayant été noté 5 « mics » sur 5 (soit classique du hip-hop) par le magazine The Source, ce qui fut prestigieux étant donné l'influence de ce magazine sur la communauté hip-hop à cette époque.

### Accueil commercial
Le 11 décembre 2001, Illmatic est certifié disque de platine par la Recording Industry Association of America (RIAA), et dans ce mois l'album vendait encore 3 000 copies par semaine. Le 28 janvier 2019, 25 ans après sa sortie, Illmatic est certifié double disque de platine par la RIAA, s'étant vendu à plus de deux millions d'exemplaires aux États-Unis.

## Impact

### Rap East Coast
Illmatic représente l'un des albums de rap les plus influents du milieu des années 1990, et est considéré par les fans de hip-hop comme un album archétype du Rap East Coast. Adam Heimlich, du New York Press, déclare :
« Nas's heralded debut was an explosive, explicit rejection of the cultural assimilation of most previous hiphop. It foreshadowed rap's repudiation of all American values other than material... Illmatic was the first great album (with the arguable exception of Black Moon's Enta da Stage) on which credible street stories are told in first person. Its beats pump invisible, practically intravenous scenery, fleshing out the psychological unmentionables of the narrator's violent tales. Literary, disciplined New York hiphop entered a world foreign to liberal humanism or even rationalism. Hiphop was never anything but ghetto will-to-power, the thinking went, and Nas' was pure. »
En même temps que le très acclamé Enter the Wu-Tang (36 Chambers) du Wu-Tang Clan et du succès commercial de Ready to Die de The Notorious B.I.G., Illmatic est un instrument pour la restauration de l'intérêt pour la scène East Coast, tandis que le Rap West Coast dominait les charts américains depuis la sortie de l'album The Chronic de Dr. Dre. Steve Huey d'AllMusic écrit : « It helped spearhead the artistic renaissance of New York hip hop in the post-Chronic era, leading a return to street aesthetics ».
David Drake de Stylus Magazine écrit : « …hip hop was on the come-up in '94. Everything that had been building in terms of production and rapping came to an apex in '94, the year that brought us both Notorious B.I.G.'s epic debut Ready to Die and Nas' trenchant street reflections on Illmatic… This was the critical point for the East Coast, a time when rappers from the New York area were releasing bucketloads of thrilling work... ». Nas racontera plus tard : « It felt amazing to be accepted by New York City in that way...at the time a lot of West Coast [hip-hop] was selling ; East Coast wasn't selling as much, especially for a new artist. So back then you couldn't tell in the sales, but you could tell in the streets ».

### Lyricisme
http://www.proudfleshjournal.com/issue3/yew.htm
En dépit de ventes décevantes, Illmatic a un profond impact sur les débuts du hip hop underground, et marque un changement de style majeur dans le rap en créant une nouvelle forme de lyricisme. Avant la sortie de l'album, le lyricisme était principalement défini par deux formes populaires. L'une était caractérisée par un très rapide flow ragga accompagné par une élocution saugrenue, souvent absurde, et qui avait été popularisée par les groupes de Brooklyn Das EFX et The Fu-Schnickens. L'autre forme était caractérisée par un flow nonchalant qui sacrifiait la complexité lyrique pour une plus grande clarté rythmique, dont les principaux exemples sont les rappeurs West Coast tel Snoop Dogg.

### Production
Le rassemblement des producteurs DJ Premier, Q-Tip, Pete Rock, et Large Professor sur un même projet était sans précédent dans le hip-hop, auparavant la plupart des albums rap étaient principalement le travail d'une équipe de production dédiée. D'après un chroniqueur : « Illmatic de Nas, largement considéré comme l'un des meilleurs albums, tous genres confondus, des deux dernières décennies, est le premier à avoir rassemblé les producteurs du moment sur un même enregistrement. Cette formule, employée avec succès par le regretté Notorious B.I.G. (sur Life After Death en 1997), Puff Daddy (sur No Way Out en 1997), ou encore Jay-Z (sur Vol. 2... Hard Knock Life en 1998), est encore aujourd'hui ce qui offre le plus de perspectives à New York ».

### Renaissance de la scène rap de Queensbridge
Illmatic est également crédité pour avoir fait renaître la scène rap du quartier de Queensbridge. Autrefois quartier de prestigieux pionniers tels Marley Marl, MC Shan, ou Roxanne Shanté, Queensbridge avait été l'une des scènes rap les plus productives du pays durant les années 1980, avant d'être moins importante depuis le début des années 1990. D'après Nas : « I was coming from the legacy of Marley Marl, MC Shan, Juice Crew kind of vibe. Knowing these guys out in the neighborhood. At that time, the Queensbridge scene was dead. Dropping that album right there said a lot for me to carry on the legacy of the Queensbridge pioneers ». Après la sortie d'Illmatic, Queensbridge retrouve une grande importance après des années d'obscurité, avec notamment l’ascension du groupe Mobb Deep avec leur album The Infamous sorti en 1995. Ce duo composé de Havoc et Prodigy gagne sa crédibilité grâce à son affiliation avec Nas, et plus tard avec l'émergence du duo Capone-N-Noreaga. De plus, l'album lance la carrière du rappeur de Brooklyn AZ, qui gagne une exposition immédiate et une crébitilité importante dans le milieu underground grâce à son apparence sur Life's a Bitch. Il devient un collaborateur fréquent de Nas.

### Artistes hip-hop
Aujourd'hui, de nombreux rappeurs reconnaissent l'énorme influence qu’Illmatic a eu sur eux, en y faisant très souvent référence. Cette large quantité d'artistes inclut les battle rappeurs SunN.Y et Reef, les rappeurs acclamés par les critiques, tels Canibus, Talib Kweli et Saigon, les populaires producteurs Just Blaze et The Alchemist, ainsi que les célèbres rappeurs Eminem (qui utilise une approche lyrique similaire sur son album Infinite), et The Game (qui fait de nombreuses références à l'album sur son premier opus, The Documentary). Dans sa collaboration avec Nas sur le titre Hustlers (issu de l'album de Nas Hip Hop Is Dead), The Game fait une autre allusion à Illmatic :

« Nineteen ninety five, eleven years from the day

I'm in the record shop with choices to make

Illmatic on the top shelf, The Chronic on the left, homie

Wanna cop both but only got a twenty on me

So fuck it, I stole both, spent the twenty on a dub-sack

Ripped the package of Illmatic and bumped that

For my niggas it was too complex when Nas rhymed

I was the only Compton nigga with a "New York State of Mind »

Sur le site du magazine XXL, Illmatic a récemment[Quand ?] fait partie de la liste des 10 albums de rap considérés comme des classiques par le groupe Clipse. Malice, un membre du duo, y déclare : « Illmatic captured the whole New York state of mind for me. It embraced everything I knew New York to be. The album had 10 songs, all of them flawless. Me and my homies got great memories of rolling around listening to that, huslin’, smokin’, chillin’. That embodied everything that was right with hip-hop. That CD never came out my deck ».
Les paroles d’Illmatic ont également été samplées à maintes reprises par d'autres rappeurs, comme Big L (qui sample It Ain't Hard to Tell sur Ebonics), Real Live (qui sample la même chanson sur Real Live Shit), Milkbone (qui sample Life's a Bitch sur Keep It Real) et plus particulièrement Jay-Z (qui sample Represent et The World Is Yours sur, respectivement Rap Game/Crack Game et Dead Presidents II). En effet, l'album Be de Common, très positivement critiqué, est décrit comme avoir été modélisé d'après Illmatic,,.

### Albums suivants de Nas
Alors que le succès critique de l'album aide énormément le début de carrière de Nas, les « aficionados » du hip-hop l'ont cité comme son inextricable phénomène de « gift and curse » (« don et malédiction »). En raison du succès répandu parmi les critiques, les albums suivants de Nas sont tous considérés inférieurs à Illmatic. Ils sont souvent critiqués comme des suites médiocres. Par exemple, alors son second album, It Was Written, reçoit des critiques favorables, il est généralement considéré qu'il a échoué à perdurer le statut de classique de l'album Illmatic. De plus, de nombreux fans d’Illmatic considèrent ses albums suivants comme « selling out » (« à buts commerciaux »), en raison de ses « crossover sensibilities » (par exemple sa participation au collectif The Firm) et ses hits, comme If I Ruled the World (Imagine That) et Hate Me Now, sont des succès dans les charts pop. Après les sorties en 1999 de I Am... et de Nastradamus, de nombreux fans pensent que sa carrière se détériore : les deux albums reçoivent des critiques plus distantes pour leur sonorités très « commerciales » (Nastradamus est très mal vu par les critiques). Reflétant cette perception générale dans la communauté hip-hop, Jay-Z se moque de Nas dans la chanson Takeover (issue de l'album The Blueprint, sorti en 2001) pour avoir sorti « one hot album [Illmatic] every ten year average ». Nas fait cependant un important « comeback » avec Stillmatic (qui reçoit lui aussi 5 « mics » par The Source), et avec ses albums suivants qui auront également des critiques positives. Néanmoins, la plupart des fans considèrent Illmatic comme son meilleur album.

## Citations
« J'ai rencontré Nas pour la première fois aux Power House Studios [à New York, quand Nas était un adolescent]. Mais la première chose que j'ai entendue [à propos de Nas le rappeur], c'était le buzz dans la rue. « Yo, Nas c'est de la balle. Boom, boom boom ! Il déchire ! Il parle de tout ! ». Alors je suis sorti et je me le suis procuré [Illmatic] : les trois premiers joints qui passèrent [quand j'écoutais l'album], j'étais comme, « Ahhh ». Je sentis que je n'étais pas le seul à essayer d'atteindre quelque chose. Sa façon de faire me paraissait normale. Pour quelqu'un qui venait d'être révélé, qui crachait du feu et que les gens regardaient, il me donnait l'impression d'être ordinaire. Quand Nas fut révélé, il renforça les lyricistes. Peu importe ce que les [autres] gens font, fait ce que tu as à faire. Il a beaucoup fait pour ma carrière. Il ne le sait probablement pas, mais il a beaucoup inspiré ma carrière. »
— Rakim, rappeur, 2006
« On l'écoutait tout le temps [Illmatic], quand on sortait avec Nas [dans le Queens]. C'était marrant de voir comment il était humble de ça. Je l'avais écouté et les chansons étaient tellement sublimes, ça faisait pleurer. Lui, il restait calme, en disant seulement, « Tu aimes bien ? ». On l'écoutait morceau par morceau, alors quand l'album est sorti, ce n'était pas surprenant d'entendre les réactions. Tout le monde devenait fou. Tu ne pouvais pas marcher dans le ghetto sans entendre Illmatic. C'était dans ton esprit. »
— Havoc, de Mobb Deep, 2004

## Liste des titres
| No  | Titre                                                     | Auteur                                          | Contient un (des) sample(s) de | Durée |
| --- | --------------------------------------------------------- | ----------------------------------------------- | --- | ----- |
| 1.  | The Genesis (Produit par Nas et Faith N.)                 | N. Jones, F. Braithwaite                        | Subway Theme de DJ Grand Wizard Theodore Live at the Barbeque de Main Source featuring Nas, Joe Fatal et Akinyele                                                                | 1:45  |
| 2.  | N.Y. State of Mind (Produit par DJ Premier)               | N. Jones, C. Martin                             | Mind Rain de Joe Chambers Flight Time de Donald Byrd N.T. de Kool & The Gang Mahogany d'Eric B. & Rakim Live at the Barbeque de Main Source featuring Nas, Joe Fatal et Akinyele | 4:54  |
| 3.  | Life's a Bitch (featuring AZ – Produit par L.E.S. et Nas) | N. Jones, A. Cruz, O. Dara, R. Wilson, O. Scott | Yearning for Your Love du Gap Band | 3:30  |
| 4.  | The World Is Yours (Produit par Pete Rock)                | N. Jones, P. Phillips                           | I Love Music de l'Ahmad Jamal Trio It's Yours de T La Rock et Jazzy Jay | 4:50  |
| 5.  | Halftime (Produit par Large Professor)                    | N. Jones, W.P. Mitchell, G. Byrd                | Dead End de Hair - The Original Japanese Cast Recording School Boy Crush de l'Average White Band Soul Travelin' Pt. I (The G.B.E.) de Gary Byrd                                  | 4:20  |
| 6.  | Memory Lane (Sittin' in da Park) (Produit par DJ Premier) | N. Jones, C. Martin, R. Wilson, P. Barsella     | We're in Love de Reuben Wilson Get Out of My Life, Woman de Lee Dorsey Pickin' Boogers de Biz Markie Droppin' Science de Marley Marl featuring Craig G                           | 4:08  |
| 7.  | One Love (Produit par Q-Tip)                              | N. Jones, J. Davis, J. Heath                    | Smilin' Billy Suite Pt. II des Heath Brothers Come in Out of the Rain de Parliament One Love de Whodini                                                                          | 5:25  |
| 8.  | One Time 4 Your Mind (Produit par Large Professor)        | N. Jones, W.P. Mitchell                         | Walter L de Jimmy Gordon & His Jazznpops Band | 3:18  |
| 9.  | Represent (Produit par DJ Premier)                        | N. Jones, C. Martin                             | Thief of Bagdad de Lee Erwin | 4:12  |
| 10. | It Ain't Hard to Tell (Produit par Large Professor)       | N. Jones, W.P. Mitchell                         | N.T. de Kool & The Gang Human Nature de Michael Jackson Slow Dance de Stanley Clarke Long Red de Mountain                                                                        | 3:22  |

| 1. | Life's a Bitch (Remix) (featuring AZ – Produit par Rockwilder) | N. Jones, D. Stintson                                      | | 3:00 |
| 2. | The World Is Yours (Remix) (Produit par Vibesmen)              | N. Jones, Kenny Rankin, O. Glover, T. Aviles, M. Fortunato | | 3:56 |
| 3. | One Love (Remix) (Produit par Nick Fury)                       | N. Jones, N. Loftin, Thom Bell, Deniece Williams           | | 5:09 |
| 4. | It Ain't Hard to Tell (Remix) (Produit par Nick Fury)          | N. Jones, N. Loftin                                        | Nobody Beats the Biz de Biz Markie featuring T.J. Swan What Do You Want From Me Woman? des Blue Jays Why Can't People Be Colors Too? des Whatnauts | 3:26 |
| 5. | On the Real (Produit par Marley Marl)                          | N. Jones, M. Williams, I. Hayes, D. Porter                 | | 3:26 |
| 6. | Star Wars (Produit par Large Professor)                        | N. Jones, W.P. Mitchell                                    | | 4:08 |

| 1.  | I'm a Villain (Inédit)                                                             | |  |
| 2.  | The Stretch Armstrong and Bobbito Show on WKCR October 28, 1993 (Freestyle inédit) | |  |
| 3.  | Halftime (Butcher Remix)                                                           | |  |
| 4.  | It Ain't Hard to Tell (Remix) (Single promotionnel)                                | |  |
| 5.  | One Love (LG Main Mix)                                                             | |  |
| 6.  | Life's a Bitch (Arsenal Mix) (Single promotionnel)                                 | |  |
| 7.  | One Love (One L Main Mix)                                                          | The Mixed Up Cup de Clyde McPhatter |  |
| 8.  | The World Is Yours (Tip Mix)                                                       | Seems So Long de Les McCann N.T. de Kool & The Gang |  |
| 9.  | It Ain't Hard to Tell (The Stink Mix) (Single Royaume-Uni)                         | It's a New Day des Skull Snaps We in There des Boogie Down Productions Lovely Is Today d'Eddie Harris Funky President (People It's Bad) de James Brown |  |
| 10. | It Ain't Hard to Tell (The Laidback Remix) (Single Royaume-Uni)                    | Funky President (People It's Bad) de James Brown |  |

## Crédits
- Nas : voix, producteur
- MC Serch : producteur exécutif
- Olu Dara : trompette
- DJ Premier : producteur
- Diego Garrido : ingénieur, mixage
- Large Professor : producteur
- Tim « The Funky Red » Lathem : ingénieur
- Q-Tip : producteur
- Kevin Reynolds : ingénieur
- Pete Rock : producteur
- Eddie Sancho : ingénieur
- Jamey Staub : ingénieur
- Jason Vogel : ingénieur
- Stan Wallace : ingénieur
- Luis Tineo : assistant ingénieur
- Aimee MacAuley : design
- Jack Hersca : assistant ingénieur
- Danny Clinch : photographie
- L.E.S. - producteur
- Anton « Sample This » Pushansky : ingénieur
- AZ : voix

## Position dans les charts et singles
Position dans les charts du magazine Billboard (Amérique du Nord).

### Album
| Année | Classement             | Meilleure position |
| ----- | ---------------------- | ------------------ |
| 1994  | Billboard 200          | 12                 |
| 1994  | Top R&B/Hip-Hop Albums | 2                  |

### Singles
| Single                | Sortie           | Meilleure position | Meilleure position    | Meilleure position |
| Single                | Sortie           | Billboard Hot 100  | Hot R&B/Hip-Hop Songs | Hot Rap Tracks     |
| --------------------- | ---------------- | ------------------ | --------------------- | ------------------ |
| Halftime              | 12 novembre 1992 | —                  | —                     | 8                  |
| It Ain't Hard to Tell | 1994             | 91                 | 57                    | 13                 |
| The World Is Yours    | 1994             | —                  | 67                    | 13                 |
| Life's a Bitch        | 19 avril 1994    | —                  | —                     | —                  |
| One Love              | 1995             | —                  | 6                     | 24                 |

### Certifications
| Pays              | Certifications | Ventes    |
| ----------------- | -------------- | --------- |
| Canada (CRIA)     | Or             | 50 000    |
| États-Unis (RIAA) | 2 × Platine    | 2 000 000 |
| Royaume-Uni (BPI) | Or             | 100 000   |

## Classements
| Publication                           | Pays             | Classement                                                  | Année | Rang |
| ------------------------------------- | ---------------- | ----------------------------------------------------------- | ----- | ---- |
| Blender                               | États-Unis       | 500 CDs You Must Own Before You Die                         | 2003  | *    |
| Ego trip                              | États-Unis       | Hip Hop's 25 Greatest Albums by Year 1980-98                | 1999  | 1    |
| Exclaim!                              | Canada           | 100 Records That Rocked 100 Issues                          | 2000  | *    |
| Hip Hop Connection                    | Royaume-Uni      | Top 100 Readers Poll                                        |       | 3    |
| Ink Blot                              | États-Unis       | Albums of the 90s                                           | 2002  | 11   |
| Juice                                 | Australie        | The 100 (+34) Greatest Albums of the 90s                    | 1999  | 101  |
| Juice                                 | Allemagne        | The Hundred Most Influential Rap Albums Ever                | 2002  | 4    |
| Les Inrockuptibles                    | France           | 50 Years of Rock'n'Roll                                     | 2004  | *    |
| MTV                                   | États-Unis       | The Greatest Hip Hop Albums Of All Time                     | 2004  | 2    |
| Music Underwater                      | États-Unis       | Top 100 Albums 1990-2003                                    | 2004  | 45   |
| Pitchfork                             | États-Unis       | Top 100 Favorite Records of the 1990s                       | 2003  | 33   |
| Rockdelux                             | Espagne          | The 150 Best Albums from the 90s                            | 2000  | 134  |
| Rate Your Music                       | États-Unis       | All-Time Top 500 Albums                                     | 2003  | 37   |
| Rate Your Music                       | États-Unis       | All-Time Top 500 Albums                                     | 2005  | 28   |
| Rate Your Music                       | États-Unis       | Top Albums of 1994                                          | 2006  | 1    |
| Rolling Stone                         | États-Unis       | Les 500 Plus Grands Albums de Tous les Temps                | 2003  | 400  |
| Rolling Stone                         | États-Unis       | The Essential Recordings of the 90s                         | 1999  | *    |
| Select Magazine                       | États-Unis       | The 100 Best Albums of the 90s                              | 1996  | *    |
| Spin                                  | États-Unis       | Top 100 Albums of the Last 20 Years                         | 2005  | 17   |
| Stylus Magazine                       | États-Unis       | Top 101-200 Albums of All time                              | 2004  | 143  |
| The Movement                          | Nouvelle-Zélande | The 101 Best Albums of the 90s                              | 2004  | 51   |
| The Source                            | États-Unis       | 100 Best Rap Albums                                         | 1998  | *    |
|                                       | États-Unis       | The Critics Top 100 Black Music Albums of All Time          | 2006  | 5    |
| Radio One's Top 50 Albums (1993-2003) | États-Unis       | 2006                                                        | 19    |      |
| Vibe                                  | États-Unis       | 51 Albums representing a Generation, a Sound and a Movement | 2004  | *    |
| Vibe                                  | États-Unis       | Top 10 Rap Albums                                           | 2002  | 4    |

(*) désigne les listes sans ordre

#### Critiques
- Illmatic - 10 Year Anniversary Platinum Series sur Rap2k.com — Par Sagittarius
- Illmatic sur Stylehiphop.com — Par Kiki L Carter

#### Paroles
- Paroles — The Original Hip-Hop Lyrics Archive